# Luc Besson
Luc Paul Maurice Besson (Parijs, 18 maart 1959) is een Franse filmregisseur, -schrijver en -producent.

## Carrière
Besson schreef op zijn zestiende de eerste versie van wat uit zou groeien tot de film The Fifth Element. Hij wilde vooral aantonen dat de Franse cinema tot meer in staat is dan tot wat hij beschouwt als pseudo-intellectuele films.
Van 1976 tot 1982 deed Besson diverse werkzaamheden in de filmindustrie. In deze jaren maakte hij ook reclame, korte films (onder andere L'Avant Dernier in 1981) en promotiefilms voor liedjes. Uiteindelijk kreeg hij zijn eigen productiebedrijf: Les Films De Dauphins.
In zijn carrière ontwierp hij onder andere een lichtgewichtcamera en heeft hij het gebruik van de Louma-kraan verder ontwikkeld.
Besson vocht tegen de regels en de overtuigingen die door producenten en distributeurs werden opgelegd. Hij wil via zijn eigen films aantonen hoe de Franse filmindustrie kan concurreren tegen de Amerikaanse, door het meefinancieren van de films, opnames in het Engels te maken en door de controle bij de regisseur te laten. In het kort, door films te maken die dwars door de Franse en Amerikaanse culturen snijden.
Een van de regels van de filmindustrie betreft de opdracht dat de techniek van het filmen, camera, belichting, montage, zo veel mogelijk onzichtbaar moet zijn. De illusie van de toeschouwer mag niet verbroken worden door een camera die in beeld komt of plotselinge overgangen in de montage die niet logisch zijn volgens de ontwikkeling van het verhaal. Dit is het Hollywoodsysteem. De Fransen bekritiseerden dit systeem, ze noemden Hollywood een droomfabriek. Uit deze kritiek werd de nouvelle vague geboren: een golf van nieuwe ideeën stroomde de filmwereld in. Deze vertegenwoordigers van deze stroming, jonge Fransen, lappen de Hollywoodnormen aan hun laars. Wat Besson doet is beide stromingen combineren en zo een film creëren.
Met Le Dernier Combat, een post-apocalyptisch drama waarvan de inhoud overeenkomsten vertoont met de sfeer uit Mad Max, werd gefilmd in zwart-wit en zonder dialoog. Hierdoor is Besson geboekstaafd als de meest Amerikaanse onder de Franse filmmakers.
Met Subway en Nikita maakte hij hypergewelddadige, gestileerde en visuele aanwezige films over maatschappijen in verval.
Door Le grand bleu werd Besson beroemd in zijn eigen land. Hij wordt gerekend tot de Franse stroming 'cinema du look', waarbij het voornamelijk gaat om de art-direction (lees: mooie plaatjes). Le Grand Bleu en The Fifth Element zijn voorbeelden van de stroming. Besson maakt Hollywoodproducties vanuit Frankrijk.
Léon was de zesde film van Besson. De kennis die hij opdeed bij 'Nikita' gaf hij hierin een emotioneel ondertoontje en extra geweld, geweten en hoop. De buitenopnamen werden in New York gemaakt, de meeste binnenopnamen in Frankrijk.

## Biografie
Besson is vier keer getrouwd geweest; eerst, in 1986, met actrice Anne Parillaud. Ze kregen een dochter, Juliette, geboren in 1987. Parillaud speelde in Besson's film La Femme Nikita (1990). Ze scheidden in 1991.
Bessons tweede vrouw was actrice en regisseur Maïwenn, met wie hij begon te daten toen hij 31 was en zij 15. Ze trouwden eind 1992 toen Maïwenn, destijds 16 jaar oud, zwanger was van hun dochter Shanna, geboren op 3 januari 1993. Maïwenn beweerde later dat hun relatie de inspiratie was voor Bessons film Léon (1994), waarin het plot betrekking had op de emotionele relatie tussen een volwassen man en een 12-jarig meisje. Hun huwelijk eindigde in 1997, toen Besson tijdens het filmen van The Fifth Element (1997), een relatie kreeg met actrice Milla Jovovich. Op 14 december 1997, toen hij 38 jaar oud was, trouwde hij met de 21-jarige Jovovich. Ze scheidden in 1999.
Op 28 augustus 2004 trouwde Besson met filmproducent Virginie Silla, met wie hij drie kinderen kreeg.

### Beschuldiging van verkrachting
In 2018 beschuldigde actrice Sand Van Roy, die een rol had in Besson's film Valerian and the City of a Thousand Planets (2017), Besson van verkrachting. Zijn advocaat verklaarde dat Besson "deze fantasistische beschuldigingen categorisch ontkent." en dat de aanklager "iemand is die hij kent, tegenover wie hij zich nooit ongepast heeft gedragen".
In februari 2019 lieten de Franse aanklagers de zaak tegen hem vallen wegens gebrek aan bewijs. In december 2021, na een tweede onderzoek, wees een rechter de zaak tegen Besson af. Het parket in Parijs stelt dat "uit de onderzoeken duidelijk blijkt dat de strafbare feiten van verkrachting niet zijn gepleegd, dat het ontbreken van instemming van de burgerlijke partij niet is vastgesteld en het bestaan van dwang, dreiging, geweld niet is gekarakteriseerd". In april 2022 diende Van Roy een klacht in tegen de onderzoeksrechter.

### Beschuldigingen van seksueel wangedrag
Verschillende andere vrouwen, waaronder een voormalige assistent, twee studenten van Cité du Cinéma studio, en een voormalige medewerker van Besson's EuropaCorp, die allemaal anoniem wilden blijven, beschuldigden Besson van "ongepast seksueel gedrag". Ze dienden geen aanklacht in en hun getuigenissen werden niet gebruikt door de onderzoeksrechter.

## Stijl
Enkele van de referentiepunten van Besson zijn:
- Hij probeert zo vaak mogelijk met Jean Reno te werken.
- Zijn muziek is altijd van Eric Serra.
- Gebruikt dikwijls een shot waarin iemand geslagen wordt. Om dit zo goed mogelijk te laten zien wordt de hand van degene die de klap uitdeelt enkele ogenblikken op voorhand in beeld gebracht.
- Werkt dikwijls met een gesloten set, dus zonder natuurlijk licht.
- Voor de openingen van zijn films laat hij de camera naar een belangrijk "iets" voor de film bewegen. Totdat de belangrijkste credits gepasseerd zijn laat hij in het beeld niets belangrijks zien. Tegen het einde komt een belangrijke plaats of persoon in beeld.
- Bij de meeste films van Besson zit geweld in de kern van het verhaal. Maar het is niet alleen een geval van "designergeweld". Het geweld is ingeschreven op het lichaam van de acteur. Het lichaam wordt de plaats van het geweld. Meer nog, het geweld wordt vertegenwoordigd, niet alleen door het lichaam maar ook door dat van de belangrijkste voorvechter. Met andere woorden, de plaats van vertegenwoordiging voor geweld is de ster. De ster neemt een spanning op die geweld met breekbaarheid smelt, zij het Christopher Lambert (Subway), Anne Parillaud (Nikita) of Jean Reno (Léon). In de films van Luc Besson verdwijnt uiteindelijk de ster, of letterlijk of door sterfte.

## Filmografie

### Regisseur
- 1983 - Le Dernier Combat
- 1985 - Subway
- 1988 - Le grand bleu
- 1990 - Nikita
- 1991 - Atlantis
- 1994 - Léon
- 1997 - The Fifth Element
- 1999 - The Messenger: The Story of Joan of Arc
- 2005 - Angel-A
- 2006 - Arthur en de Minimoys (Arthur et les Minimoys, Arthur and The Invisibles)
- 2009 - Arthur en de Wraak van Malthazard (Arthur et la Vengeance de Maltazard)
- 2010 - Les Aventures extraordinaires d'Adèle Blanc-Sec
- 2010 - Arthur 3: De strijd tussen de twee werelden (Arthur 3 - la Guerre des deux mondes)
- 2011 - The Lady
- 2013 - Malavita
- 2014 - Lucy
- 2017 - Valerian and the City of a Thousand Planets
- 2019 - Anna
- 2023 - Dogman
- 2025 - June and John
- 2025 - Dracula: A Love Tale

### Producent
Onder meer:
- 1998 - Taxi
- 2000 - Taxi 2
- 2001 - Kiss of the Dragon
- 2002 - The Transporter
- 2003 - Taxi 3
- 2004 - Banlieue 13
- 2005 - Transporter 2
- 2007 - Taxi 4
- 2007 - Hitman
- 2008 - Taken
- 2008 - Transporter 3
- 2010 - From Paris with Love
- 2012 - Taken 2
- 2014 - The Homesman
- 2014 - Taken 3
- 2015 - The Transporter Refueled
- 2019 - Anna
- 2025 - June and John

### Schrijver
Onder meer:
- 1990 - Nikita
- 1997 - The Fifth Element
- 1998 - Taxi
- 2000 - Taxi 2
- 2001 - Kiss of the Dragon
- 2002 - The Transporter
- 2003 - Taxi 3
- 2005 - Transporter 2
- 2007 - Taxi 4
- 2008 - Taken
- 2008 - Transporter 3
- 2012 - Taken 2
- 2014 - Lucy
- 2014 - Taken 3
- 2015 - The Transporter Refueled